# ケプラー20b
ケプラー20b（英語: Kepler-20b）は、地球から見てこと座の方向に約900光年離れたところにある太陽よりやや小さなG型主系列星ケプラー20Aの周囲を公転している太陽系外惑星である。連星系であるケプラー20系の主星であるケプラー20Aを公転していることから、ケプラー20Abとも呼称される。

## 概要
| 海王星 | ケプラー20b |
| ------ | ----------- |
| 海王星 | Exoplanet   |

ケプラー20bは、2011年にケプラー宇宙望遠鏡によるトランジット法での観測結果から発見され、同じくケプラー20Aを公転している他の4個の惑星と共に公表された。2023年に公表された研究結果では、地球の9.7倍の質量と1.773倍の半径を持つ。半径の割に質量が大きく、密度は 9.4 g/cm3と推定されており、これは地球（5.515 g/cm3）の約1.7倍に相当する。ケプラー20bは主に岩石から構成されており、これまでに発見されている岩石質と考えられる太陽系外惑星の中でも特に質量が大きな惑星とされる。
ケプラー20Aを公転している惑星の中では最も内側に位置しており、公転周期は約3.7日である。大気の影響などを考慮しないときの表面の温度である平衡温度は 1,187 K（914 ℃）、主星から受ける放射エネルギー量（放射束）は地球の約330倍に達している。